# Pentaedru
În geometrie un pentaedru este orice poliedru cu cinci fețe. 
Nu există pentaedre tranzitive pe fețe și există două tipuri topologice distincte. Cu fețe regulate, cele două forme topologice sunt piramida pătrată și prisma triunghiulară.
| Nume                                         | Imagine | Vârfuri | Laturi | Fețe | Tipul fețelor           |
| -------------------------------------------- | ------- | ------- | ------ | ---- | ----------------------- |
| Piramidă pătrată (din familia piramidelor)   |         | 5       | 8      | 5    | 4 triunghiuri 1 pătrat  |
| Prismă triunghiulară (din familia prismelor) |         | 6       | 9      | 5    | 2 triunghiuri 3 pătrate |

Piramida pătrată poate fi văzută ca o prismă triunghiulară în care una dintre laturile sale laterale (dintre două pătrate) este colapsată într-un punct, dispărând o latură și un vârf și transformând două pătrate în triunghiuri.
Se pot construi și variante geometrice cu fețe neregulate. Unele pentaedre cu șase vârfuri sunt penele.
Un pentaedru neregulat poate fi un poliedru neconvex, De exemplu, fie un patrulater neconvex (ca un vârf de săgeată) plan ca bază și orice punct care nu se află în planul bazei ca apex.

## Hosoedru
Topologic, există o a treia figură poliedrică cu 5 fețe, degenerată ca poliedru: o pavare sferică cu fețe digonale, numită hosoedru pentagonal, cu simbolul Schläfli {2, 5}. Are 2 vârfuri (puncte antipodale), 5 laturi și 5 fețe diagonale.